# Hobán Jenő
Hobán Jenő (Hosszúfalu, 1912. május 9. – Kolozsvár, 1965. augusztus 26.) erdélyi magyar költő, műfordító.

## Életpályája
A brassói Római Katolikus Líceumban érettségizett (1929), a kolozsvári egyetemen jogi abszolutórumot szerzett (1935). Újságíróként dolgozott az Ellenzéknél és az Kolozsvári Estilapnál (1933–42), majd a Magyar Népi Szövetség (MNSZ) sajtóosztályán, a Világosság szerkesztőségében s Méliusz József mellett a Művészeti Felügyelőségen Kolozsvárt (1946–49), irodalmi referens, könyvtáros, végül irodalmi titkár a kolozsvári Állami Magyar Színháznál 1949-től haláláig.

## Irodalmi munkássága
Első versei az Ellenzékben jelentek meg (1932). Verseit és rövid prózai írásait az Erdélyi Helikon, Brassói Lapok, Ellenzék, Estilap, Nagyváradi Napló, Erdélyi Szemle, majd az Utunk, Igaz Szó, Előre közölte. Az Ellenzék 1940-es évfolyamában öt folytatásban megjelent interjúja a Házsongárdi temető nagy halottairól 1982-ben újra nyilvánosságra jutott Kelemen Lajos művészettörténeti tanulmányainak II. kötetében mint Függelék. Színműveket fordított, többek közt Ion Luca Caragiale Farsang, Lucia Demetrius Mai emberek, Camil Petrescu Erős lelkek, Arthur Miller Az utazó halála című darabjait; több verse Octavian Șireagu fordításában románul is megjelent.

## Kötete
- Megsiratnak, de megbocsátnak (versek, Kolozsvár, 1934)

## További irodalom
- Szemlér Ferenc: Hobán Jenő: Megsiratnak, de megbocsátnak. Erdélyi Helikon 1935/2.